# 223

## Decese
- 10 iunie: Liu Bei, general chinez (n. 161)